# Sumter County (South Carolina)
Sumter County is een van de 46 county's in de Amerikaanse staat South Carolina. Het wordt gerekend tot de Midlands van deze staat.
De county heeft een landoppervlakte van 1.723 km² en telt 104.646 inwoners (volkstelling 2000). De hoofdplaats is Sumter.

## Geboren
- Richard Heron Anderson (1821-1879), beroepsofficier en Zuidelijke generaal tijdens de Amerikaanse Burgeroorlog
- Franklin Moses (1838-1906), gouverneur van South Carolina (1872-1874)

· Abbeville County · Aiken County · Allendale County · Anderson County · Bamberg County · Barnwell County · Beaufort County · Berkeley County · Calhoun County · Charleston County · Cherokee County · Chester County · Chesterfield County · Clarendon County · Colleton County · Darlington County · Dillon County · Dorchester County · Edgefield County · Fairfield County · Florence County · Georgetown County · Greenville County · Greenwood County · Hampton County · Horry County · Jasper County · Kershaw County · Lancaster County · Laurens County · Lee County · Lexington County · Marion County · Marlboro County · McCormick County · Newberry County · Oconee County · Orangeburg County · Pickens County · Richland County · Saluda County · Spartanburg County · Sumter County · Union County · Williamsburg County · York County